# Amann
Amann ist ein deutscher Familienname. Amann und Ammann sind abgeleitet von der Berufsbezeichnung Amtmann.

## Namensträger

### A
- Albert Amann (1879–1965), deutscher Politiker (Zentrum, CDU)
- Alex Amann (* 1957), österreichischer Maler und Autor
- Alfred Amann (1863–1942), deutscher Textilunternehmer
- Alois Amann (1864–1932), österreichischer Politiker (CSP), Landtagsabgeordneter Vorarlberg
- Andrea Amann (* 1961), österreichische Freestyle-Skierin und Gleitschirmpilotin
- Anton Amann (Soziologe) (* 1943), österreichischer Soziologe
- Anton Amann (Chemiker) (1956–2015), österreichischer Chemiker

### B
- Bernhard Amann (* 1954), deutscher Politiker
- Betty Amann (1907–1990), deutsch-US-amerikanische Schauspielerin

### C
- Carl Amann (1908–1971), deutscher Grafiker und Maler
- Charles A. Amann (1926–2015), US-amerikanischer Ingenieur

### D
- Denise Amann (* 1979), österreichische Köchin
- Dieter Amann (* 1958), österreichischer Skirennläufer
- Dorit Amann (* 1939), österreichische Schauspielerin

### E
- Emil Amann (1862–1935), deutscher Textilunternehmer
- Émile Amann (1880–1948), französischer Historiker
- Erika von Amann (* 1923), deutsche Krankenschwester
- Ernst Amann (Ingenieur) (1898–1949), deutscher Ingenieur
- Ernst Amann (Mediziner) (1910–1959), österreichischer Mediziner und Spanienkämpfer
- Erwin Amann (Entomologe) (1912–2015), österreichischer Entomologe
- Erwin Amann (Wirtschaftswissenschaftler) (* 1960), deutscher Wirtschaftswissenschaftler und Hochschullehrer

### F
- Franz Amann (1862–1945), liechtensteinischer Politiker (VP)
- Fridolin Amann (1882–1963), deutscher römisch-katholischer Geistlicher und Lehrer
- Friedrich Amann († 1464/1465), deutscher Benediktiner, Mathematiker und Astronom
- Friedrich von Amann (1870–1953), deutscher Generalleutnant
- Fritz Amann (Maler) (1878–1969), deutscher Maler
- Fritz Amann (* 1950), österreichischer Politiker (FPÖ)

### G
- Gebhard Amann (1899–1979), österreichischer Politiker (CS, ÖVP)
- Georg Amann (Theologe) (1780–1831), deutscher Geistlicher, Theologe und Hochschullehrer
- Georg Amann (Amtmann) (1794–1852), deutscher Amtmann
- Gerold Amann (* 1937), österreichischer Komponist
- Gottfried Amann (1901–1988), deutscher Forstwissenschaftler
- Gregor Amann (* 1962), deutscher Politiker
- Günter Amann (* 1968), österreichischer Akkordeonist
- Günther Amann (* 1939), deutscher Hubschrauberpilot
- Günther W. Amann-Jennson (* 1953), österreichischer Psychologe, Unternehmer und Autor

### H
- Hans Amann (um 1555–um 1626), deutscher Bildhauer
- Hans Amann (Musiker) (1873–nach 1919), deutscher Zitherspieler
- Heinrich Amann (1785–1849), deutscher Jurist, Richter, Hochschullehrer und Bibliothekar
- Herbert Amann (* 1938), deutsch-schweizerischer Mathematiker
- Hermann Amann (1912–1991), deutscher Filmmusikkomponist
- Horst Amann (Fußballspieler) (* 1934), deutscher Fußballspieler
- Horst Amann (Bauingenieur) (* 1953), deutscher Bauingenieur

### I
- Ida Ospelt-Amann (1899–1996), liechtensteinische Mundartdichterin
- Ingrid Amann, deutsche Architektin

### J
- Johann Nepomuk Amann (1765–1834), österreichisch-deutscher Architekt
- Jörg Amann (1450–1521), deutscher Mediziner und Autor
- Josef Amann (Politiker) (1879–1971), deutscher Politiker (SPD), MdL Baden
- Josef Albert Amann (1832–1906), deutscher Gynäkologe
- Josef Albert Amann junior (1866–1919), deutscher Gynäkologe
- Josef Anton Amann (1823–1891), liechtensteinischer Gerber und Politiker
- Joseph Amann (1720–1796), deutscher Bildhauer
- Jürg Amann (1947–2013), Schweizer Schriftsteller

### K
- Klaus Amann (* 1949), österreichischer Literaturwissenschaftler

### L
- Ludwig Amann (1850/1851–1940), deutscher Verwandlungskünstler

### M
- Marc Amann (* 1994), deutscher Geschwindigkeitsskifahrer
- Markus-Christian Amann (1950–2018), deutscher Ingenieurwissenschaftler
- Marlies Amann-Marxer (* 1952), liechtensteinische Politikerin
- Matthias Amann (* 1986), österreichischer Fußballspieler
- Max Amann (Politiker) (1891–1957), deutscher Politiker (NSDAP) und Publizist
- Max Amann (Wassersportler) (1905–1945), deutscher Schwimmer und Wasserballspieler
- Meinrad Amann (1785–1839), österreichischer Geistlicher, Abt von St. Paul im Lavanttal
- Melanie Amann (* 1978), deutsche Journalistin und Autorin
- Michael Amann (* 1964), österreichischer Komponist
- Mina Amann (1893–1966), deutsche Gewerkschafterin und Politikerin (CDU)

### O
- Oswin Amann (1927–2007), österreichischer Maler und Glasmaler
- Otto Amann (Generalmajor) (1892–1958), deutscher Generalmajor
- Otto Amann (Geistlicher) (1917–1991), deutscher Ordenspriester und Diplomat
- Otto Amann (Fußballspieler), deutscher Fußballspieler
- Otto Amann (Politiker) (1926–2011), österreichischer Politiker (ÖVP)

### P
- Paul Amann (1884–1958), österreichischer Schriftsteller und Übersetzer
- Peter Amann (Ingenieur) (1941–2019), deutscher Bauingenieur, Geotechniker und Hochschullehrer
- Peter Amann (Geograph) (auch Peter Aman; * 1962), rumänisch-deutscher Geograph und Reiseschriftsteller
- Peter H. Amann (Peter Henry Amann; 1927–2012), österreichisch-US-amerikanischer Historiker
- Petra Amann (* 1968), österreichische Etruskologin

### R
- Reinhard Amann (1964–2013), deutscher Geschwindigkeitsskifahrer
- Rick Amann (* 1960), deutscher Eishockeyspieler
- Rudolf Amann (Politiker) (1902–1960), liechtensteinischer Wirt und Politiker (VU)
- Rudolf Amann (Mikrobiologe) (* 1961), deutscher Mikrobiologe

### S
- Sinah Amann (* 1991), deutsche Fußballspielerin

### T
- Theodor Amann (1916/1917–1989), österreichischer Heimatforscher und Verwaltungsbeamter
- Thomas Amann (* 1978), österreichischer Komponist

### U
- Urs Amann (1951–2019), Schweizer Maler

### W
- Walter Amann (* 1942), deutscher Maler und Videokünstler
- Werner Amann (* 1969), deutscher Fotograf
- Wilhelm von Amann (1839–1928), deutscher General der Infanterie
- Wilhelm Amann (Bildhauer) (1884–1961), deutscher Bildhauer
- Wilhelm Amann (Bibliothekar) (1940–2016), deutscher Bibliothekar, Kunstsammler und Publizist
- Wilhelm Amann (Germanist) (* 1957), deutscher Germanist und Herausgeber
- Wolfgang Amann (Politiker) (* 1959), deutscher Kommunalpolitiker (parteilos, später CDU)
- Wolfgang Amann (Wohnbauforscher) (* 1964), österreichischer Wohnbauforscher

## Weiteres
- Amann & Söhne, ein deutscher Hersteller von Näh- und Stickgarnen mit Hauptsitz in Bönnigheim
- Villa Amann in Bönnigheim